# Harry Balfe

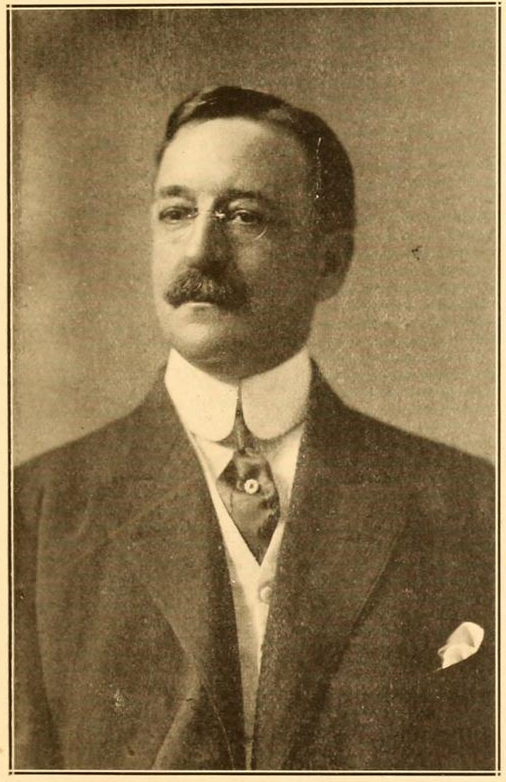
Harry Balfe
(um 1909)

Harry Russell Balfe (* 22. August 1860 in Newburgh, New York; † 22. April 1944 in La Jolla, San Diego) war ein US-amerikanischer Unternehmer und Firmenvorstand in der Lebensmittelbranche sowie späterer Pferdezüchter.

## Leben
Balfes Vater Columbus Balfe (1816–1870) stammte aus dem irischen County Meath. Die Mutter, Harriet Matilda, geborene McKay (1836–1912), wurde in New York geboren. Seine Brüder wurden Bankkaufleute bei der 1852 gegründeten Newburgh Savings Bank, Thomas Francis Balfe (1857–1927) war dort ab 1909 Präsident und Frederick Columbus Balfe (1860–1933) war Finanzdirektor. Letztendlich ging die Bank 2007 in der Citizens Financial Group auf, die zur RBS Gruppe gehört.

### Mineralwasserproduktion
Er selbst arbeitet zehn Jahre lang als Cowboy. Danach schlug er die kaufmännische Laufbahn ein und verdiente als Produzent von Mineralwasser Millionen.

### Austin, Nichols & Co.

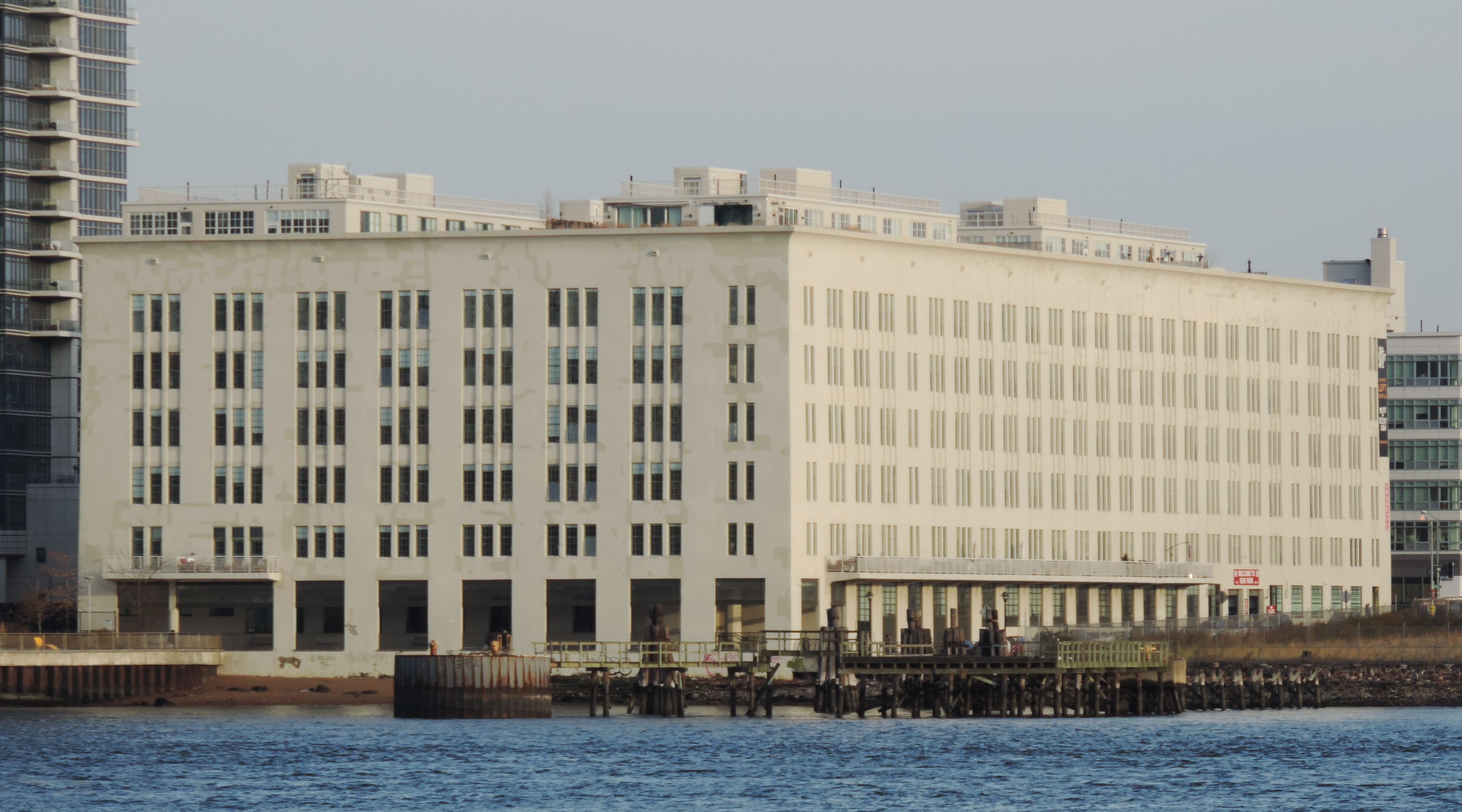
Das Austin, Nichols & Co. Warehouse, das ab 1915 Firmensitz war.

1909 wurde er Partner bei der 1879 gegründeten Lebensmittelgroßhandels- und Konservenherstellungsfirma Austin, Nichols & Company ein. Die Firma war damals weltweit Marktführer auf dem Gebiet des Lebensmittelimports, der Lebensmittelherstellung und des Lebensmittelgroßhandels. In der Firma arbeitete er sich vom Vertriebsleiter bis zum Präsidenten hoch. Unter seiner Leitung bezog das Unternehmen 1915 den neuen Firmensitz im Austin, Nichols & Co. Warehouse und konnte 1920 Waren im Wert von 40 Millionen USD verkaufen. 1923 setzte er sich zur Ruhe.

### Weitere Unternehmens- und Führungstätigkeiten
Balfe galt im frühen 20. Jahrhundert als eine der bedeutendsten Persönlichkeiten des Lebensmittelgroßhandels in den Vereinigten Staaten und galt eine Zeitlang als bestbezahlter Lebensmittelhändler der Vereinigten Staaten.
Er war in mehreren Unternehmungen tätig, die mit dem Lebensmittelversorgung zu tun hatten. So war er beispielsweise Präsident der Firma Seafoam Baking Powder, einem New Yorker Backpulverhersteller, der Camden Land Improvement Company in Camden, South Carolina, seiner Firma Balfe Contracting und hatte leitende Positionen bei anderen Organisationen. Er schloss mehrere Public-private-Partnership-Verträge auf internationaler, nationaler, bundesstaatlicher und kommunaler Ebene. So war er unter anderem von 1905 bis 1908 mit der Lebensmittelversorgung des Regierungsviertels von Ellis Island beauftragt. Die „Commissary“ wurde in der Presse als weltweiter Modellbetrieb erwähnt. Schon im ersten Jahr verkaufte er 6.000 Mahlzeiten durchschnittlich pro Tag. Teller mit den Initialen „H.B.“ sind heute noch auf Ellis Island auffindbar. Im Ersten Weltkrieg versorgte er die US-Streitkräfte mit Lebensmitteln und hatte einen 3-Millionen-USD-Versorgungsvertrag mit der russischen Regierung.
Balfe war unter anderem auch Vorsitzender der National Civic Federation, Geschäftsführer der Childsworth Company, des New Yorker Augenklinikums (New York Ophthalmic Hospital) und der Socorro Mines in New Mexico.

### Beratertätigkeiten
Er galt als enger Freund von Präsident Theodore Roosevelt. Dieser konsultierte Balfe auch hinsichtlich der Beurteilung der Lebensmittelversorgung der 40.000 Arbeiter und Angestellten am Panamakanal. Balfe begleitete auch Kriegsminister William Howard Taft bei seinem letzten Besuch Panamas.
Auch der französische Premier Georges Clemenceau suchte Balfes Expertise hinsichtlich der Lebensmittelversorgung von Volk und Streitkräften während des Ersten Weltkriegs, ebenso der britische Kriegsminister Kitchener.

### Pferdezucht
Ab 1919 erwarb er in Clovis drei Anwesen, darunter eine Ranch. Dort züchtete er unter anderem Galopprennpferde (Englisches Vollblut), die mehrere Preise gewannen. Will Rogers und andere Polosportler erwarben Pferde bei ihm. Viele Preise seiner Pferde sind neben Reisesouvenieren, indianischen Kulturgegenständen und Relikten aus der Siedlerzeit des Wilden Westens in Balfes Privatmuseum auf der Ranch ausgestellt.
Die „Balfe-Ranch“ mit eigener Galopprennbahn genoss überregionale Bekanntheit. Viele prominente Freunde waren auf dem Anwesen zu Gast, beispielsweise Fred MacMurray, Jack Holt, James Stewart, Myrna Loy, Edmund Lowe und Gary Cooper. Zur traditionellen Rodeo-Veranstaltung, dem Clovis Festival, trug die Clovis Horse Show Association ab 1935 mit einer Pferdeshow bei. Die Ranch hatte ein eigenes Flugfeld, damals das einzige in Privatbesitz in Kalifornien.
1939 veräußerte er die 1.000 Acre-große Ranch mit mehr als 20 Gebäuden im San Joaquin Valley, auf der auch Früchte und Wein angebaut wurden, an den Schauspieler Victor McLaglen, der 1941 zum ersten Mal das örtliche Rodeo-Festival organisierte.

### Mitgliedschaften
Balfe war unter anderem Mitglied der Chamber of Commerce, im Union League Club, im Crescent Athletic Club und im Arkwright Club.

## Familie

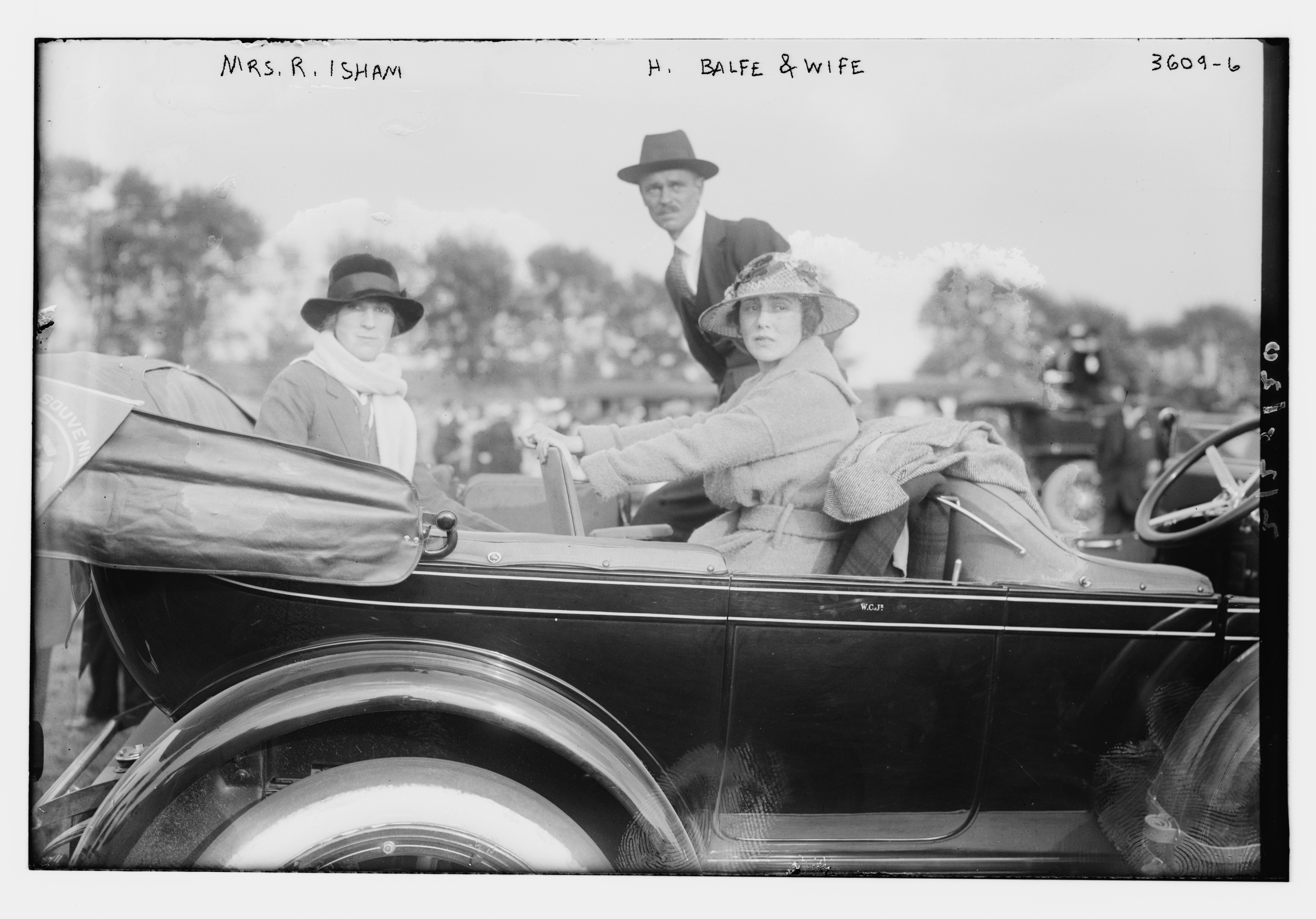
Harry R. Balfe jun. (Mitte) und Ehefrau Veronica (rechts) mit Mrs. R. Isham (Marion Gaynor; Tochter von William Jay Gaynor; links)

Mit seiner Frau May Adams (1869–1951) hatte er drei Söhne.
Harry Russell Balfe junior (1891–1965) diente im Ersten Weltkrieg als Captain und im Zweiten Weltkrieg als Major der Air Force. Er war Vizepräsident und Direktor der New Yorker Lebensmittel-Brokerage-Firma Ashenfelter & Balfe und Mitglied des Board of Governors an der Wertpapierbörse New York Stock Exchange. Seine Tochter Veronica aus erster Ehe mit Veronica Gibbons (1892–1958) heiratete den Schauspieler Gary Cooper.
Sein Sohn Thomas Wentz Balfe (1893–1962) war unter anderem Vize-Präsident der National Distillers Products Corporation, die 1987 von Jim Beam übernommen wurde.
Der jüngste Sohn Raymond Adams Balfe (1895–1969) war ein bekannter New Yorker Bridge-Spieler.

## Bemerkungen
1. ↑  Geburtsjahr auch mit 1861 oder 1862 auffindbar.